# Hyaena
A Hyaena az emlősök (Mammalia) osztályának ragadozók (Carnivora) rendjébe, ezen belül a hiénafélék (Hyaenidae) családjába tartozó nem.

## Tudnivalók
E nem két faja közül, a barna hiénát korábban egy másik nembe, a Parahyaena nembe sorolták; sőt egyes tudósok a fosszilis Pachycrocuta nembe is betenné ezt a fajt. A barna hiéna koponyája nagyobb, mint a csíkos hiénáé. A barnai hiéna hím valamivel nagyobb a nősténynél, a csíkos hiéna esetében a két nem egyenlő méretű. A Hyaena nem fajai kisebbek, mint a foltos hiéna, de nagyobbak, mint a cibethiéna. Nagyjából dögevő állatok.

## Rendszerezés
A nembe az alábbi 2 faj tartozik:
- barna hiéna (Hyaena brunnea)
- csíkos hiéna (Hyaena hyaena) típusfaj

### Fordítás
- Ez a szócikk részben vagy egészben  a   Hyaena (genus) című angol Wikipédia-szócikk fordításán alapul.  Az eredeti cikk szerkesztőit annak laptörténete sorolja fel. Ez a jelzés csupán a megfogalmazás eredetét és a szerzői jogokat jelzi, nem szolgál a cikkben szereplő információk forrásmegjelöléseként.